# Balembouche River
Der Balembouche River ist ein kurzer Fluss an der Südküste der Karibikinsel St. Lucia.

## Geographie
Der Fluss entspringt bei Piaye (Sapphire) im Quarter Laborie und verläuft in südlicher Richtung. Er erhält Zufluss durch die Ravine Mahaut und mündet westlich von Piaye ins Karibische Meer.
Die benachbarten Flüsse sind der Piaye River im Osten und im Westen der Doree River.